# مسابقات جهانی ژیمناستیک هنری ۱۹۹۳
مسابقات جهانی ژیمناستیک هنری ۱۹۹۳ بیست و هشتمین دوره مسابقات جهانی ژیمناستیک هنری است که در بیرمنگام، انگلستان از ۱۲ تا ۱۸ آوریل ۱۹۹۳ میلادی برگزار شده است.

## جدول مدال‌ها
| رده | کشور                |    |    |    | مجموع |
| --- | ------------------- | -- | -- | -- | ----- |
| ۱   | بلاروس              | ۴  | ۱  | ۱  | ۶     |
| ۲   | ایالات متحده آمریکا | ۳  | ۲  | ۰  | ۵     |
| ۳   | رومانی              | ۱  | ۴  | ۲  | ۷     |
| ۴   | روسیه               | ۱  | ۱  | ۱  | ۳     |
| ۴   | اوکراین             | ۱  | ۱  | ۱  | ۳     |
| ۶   | کره شمالی           | ۱  | ۰  | ۰  | ۱     |
| ۶   | ایتالیا             | ۱  | ۰  | ۰  | ۱     |
| ۸   | آلمان               | ۰  | ۲  | ۱  | ۳     |
| ۹   | بریتانیا            | ۰  | ۱  | ۰  | ۱     |
| ۹   | تایوان              | ۰  | ۱  | ۰  | ۱     |
| ۱۱  | مجارستان            | ۰  | ۰  | ۲  | ۲     |
| ۱۲  | جمهوری آذربایجان    | ۰  | ۰  | ۱  | ۱     |
| ۱۲  | کره جنوبی           | ۰  | ۰  | ۱  | ۱     |
| ۱۲  | ازبکستان            | ۰  | ۰  | ۱  | ۱     |
|     | مجموع               | ۱۲ | ۱۳ | ۱۱ | ۳۶    |